# La lumière d'en face
La lumière d'en face is een zwart-witfilm uit 1955 van de Franse regisseur Georges Lacombe. De 21-jarige Brigitte Bardot speelt hierin een hoofdrol.
De Nederlandse titel luidt Het licht aan de overkant, de Engelse titel was oorspronkelijk The Light Across the Street en bij de heruitgave Female and the Flesh.

## Verhaal
De film speelt zich af in een Provençaals milieu van vrachtwagenchauffeurs. In een wegrestaurant en het tegenoverliggende tankstation speelt zich een huwelijksdrama af, dat eindigt met zelfmoord.

## Rolverdeling
| Acteur            | Personage                     |
| ----------------- | ----------------------------- |
| Brigitte Bardot   | Olivia Marceau                |
| Raymond Pellegrin | Georges Marceau               |
| Roger Pigaut      | Pietri                        |
| Claude Romain     | Barbette                      |
| Jean Debucourt    | Professor Nieumer             |
| Antonin Berval    | Albert                        |
| Guy Piérauld      | Antoine (als Guy Pierrault)   |
| Lucien Hubert     | Gaspard                       |
| Daniel Ceccaldi   | de verliefde man met autopech |

## Vormgeving
In het begin wordt de toon van deze film door een neutrale commentaarstem gezet. Deze introduceert het verhaal als een gebeurtenis die u misschien interesseert. Aan het einde van de film zegt dezelfde stem: een ongeluk zoals zoveel andere, waarover u de volgende dag in uw krant zult lezen.
De film focust bewust op gewone mensen, in voor iedereen herkenbare, alledaagse situaties. Goed en helder in beeld gebracht, zonder bijzondere effecten. De film ontwijkt elke zweem van glamour, wat voor een productie met Brigitte Bardot zeldzaam is. Niettemin legt Brigitte in haar rol al duidelijk de sensualiteit waarmee ze een jaar later wereldberoemd zou worden.
Overigens wordt de film mede gedragen door het goede acteren van Brigittes co-hoofdrolspelers Raymond Pellegrin en Roger Pigaut.
La lumière d'en face is in 2008 op dvd uitgebracht door René Château Videos te Parijs.